# Warhammer 40,000: Space Marine
Warhammer 40,000: Space Marine (рус. Молот Войны 40,000: Космодесант) — видеоигра в жанре экшена от третьего лица, разработанная компанией Relic Entertainment. Издатель — компания THQ, издатель в СНГ — Акелла. Игра выпущена для платформ Xbox 360, PlayStation 3 и PC в сентябре 2011 года.

## Игровой процесс
Игрок получает под своё командование отделение из 3 космодесантников ордена Ультрамаринов. Игрок управляет капитаном Титом, его сопровождают ветеран-сержант Сидоний и брат Леандр в большинстве миссий, хотя в некоторых миссиях ему придется действовать в одиночку.
Главными противниками являются орки и силы Хаоса, представленные бандой «Избранные Немерота». Помощь в бою с врагами, помимо Сидония и Леандра, на ранних этапах игры будет оказывать 203-й Кадианский полк Имперской Гвардии во главе с лейтенантом Мирой, а на более поздних — ордена космодесанта «Кровавые Вороны» и «Чёрные Храмовники».
По мере прохождения игры для капитана Тита становятся доступны соответствующие усовершенствования, позволяющие игроку вооружиться в соответствии с игровой обстановкой. Изначальный выбор оружия включает боевой нож и болт-пистолет, но со временем игрок сможет приобрести другие виды оружия.
В игре присутствует система ярости: когда она заполнена, игрок может замедлять время при стрельбе и использовать разрушительные атаки в ближнем бою, а также регенерировать здоровье.
Силовая броня космодесантника генерирует тонкое защитное поле вокруг доспеха, которое препятствует физическому повреждению, и какое-то время защищает космодесантника от рукопашных и стрелковых атак. Когда силовое поле истощается, броня космодесанта начинает работать как обычный доспех. Со временем, когда броня не получает урона, силовое поле начинает восстанавливаться.
В отличие от брони, здоровье не восстанавливается со временем — оно восполняется полностью при прохождении сюжетных контрольных точек (при выполнении сюжетного задания). В точках промежуточного сохранения здоровье не восполняется, однако при загрузке игры оно всегда оказывается полным. Также здоровье (и броню, если шкала здоровья заполнена) можно восстановить в бою — для этого требуется оглушить спец-ударом противника и разделаться с ним при помощи особого приема ближнего боя («казни»). Ещё здоровье восстанавливается при включённом режиме ярости.
Также в игре присутствует сетевой режим, где игрок выбирает космодесантника или космодесантника Хаоса и играет за него. Внешний вид персонажей можно изменять: переделывать броню, эмблему на плече, цвета брони. Можно выбрать комплекты брони или переделывать всё по отдельности. Так же можно поступить с окраской брони.
В сетевой игре есть несколько режимов. Они приведены ниже:
- Сражение:
  - Захват территории: побеждает та команда, которая первой наберёт 1000 очков за стратегические точки.
  - Аннигиляция: побеждает та команда, которая наберёт 41 очко за убийства членов вражеской команды.
  - Захват флага: цель команды — захватить определённое количество вражеских флагов, пока они не сделали то же самое.
  - Штурм дредноута: каждый сам за себя, игроки сражаются за управление элитной техникой — могучим дредноутом.
- Приватное сражение: всё то же самое, но играют только друзья.
- Экстерминатус: режим на выживание за космодесант. Играют до 4 человек, совместно уничтожая волны орков. У всей команды 4 жизни, восполняемые убийствами орков. В этом режиме 21 волна противников. 20 состоят из орков, последняя — из сил Хаоса.
- Приватный экстерминатус: игра с друзьями.
- Буйство Хаоса: экстерминатус со стороны Хаоса. Всё остальное не изменилось, только противники.

## Сюжет
Игрок выступает в роли Деметрия Тита, брата-капитана 2-й роты Ультрамаринов — ордена Космических Десантников Императора. Орочья орда под руководством огромного орка Злобочерепа начинает вторжение на имперский Мир-кузницу Грайю, планету-завод по производству транспортных средств и оружия для солдат Империума. Грайя имеет крайне важное стратегическое значение для Империума, поскольку мануфакторум Аджакис, расположенный на этой планете, производит Титанов класса «Полководец» (шагающая боевая машина колоссальной мощи). Лидер орков пытается заполучить Титан «Непобедимый».
Имперское командование рассматривает различные действия: Экстерминатус не вариант из-за уровня стратегической значимости; планетарная бомбардировка тоже не вариант, так как это слишком сильно снизит производство на мануфакторуме. Решено отправить Флот Освобождения, однако ожидаемое время его прибытия 5-37 дней. Адептус Механикус отправляет сигнал о помощи и на мир-кузницу направляют 203-й Кадианский полк Имперской Гвардии, но одних лишь сил Астра Милитарум недостаточно и Высшими Лордами Терры принимается решение в срочном порядке задействовать Адептус Астартес из ордена Ультрамаринов. Капитан Деметрий Тит вместе с двумя другими Ультрамаринами — молодым Леандром и ветеран-сержантом Сидонием — отправляются на планету, где идёт полномасштабное вторжение ксеносов, чтобы замедлить захватчиков и защитить богомашину. Тит приземляется на корабль орков, ведущий зенитный огонь по имперским кораблям на орбите. Капитан захватывает его орудие, и уничтожает двигатели корабля. Судно падает, после чего ультрамарины, пробиваясь через орды зеленокожих, находят командный бункер выживших имперских гвардейцев.
Отряд встречает лейтенанта Миранду «Миру» Нерон из 203-го Кадианского полка, старшим по званию выжившим гвардейцем на мире-кузнице. Вскоре обнаруживается, что на планете находится инквизитор Дроган из Ордо Ксенос, который просит о помощи. Когда Ультрамарины его находят, он рассказывает им, что в его лаборатории есть экспериментальный источник энергии, которым можно питать новейшее псионическое оружие, способное уничтожить всех орков на планете. Отряд захватывает источник энергии (который оказывается ни много ни мало осколком Имматериума) и с помощью имперских гвардейцев добирается до «Психической плети», после чего инициирует «выстрел», но вместо уничтожения зеленокожих, открывается варп-разлом, через который прибывают силы Хаоса во главе с Лордом Немеротом. Выясняется, что инквизитор Дроган, почти завершивший своё абсолютное оружие, был убит незадолго до встречи с Титом и при помощи сил Хаоса превращен в марионетку Немерота.
Вскоре выясняется, что капитан Тит проявляет некоторую сопротивляемость варп-излучению. Немерот говорит, что только человек, имеющий глубокую связь с Варпом, может сопротивляться его касанию, из-за чего Леандр начинает подозревать Деметрия в ереси. Спустя некоторое время Тит встречается со Злобочерепом и в ходе тяжёлой битвы побеждает его, после чего все оставшиеся орки обращаются в бегство. Космодесантники отправляются обратно в ангар титанов и, запитав «Непобедимый» от осколка Варпа, обстреливают из его орудий Орбитальный Шпиль, тем самым закрывая поддерживаемый им портал в Варп. Отряд собирается вывезти источник энергии с планеты, подальше от запертых на ней сил Хаоса, но Немерот убивает Сидония и захватывает осколок Варпа, собираясь с его помощью вновь открыть портал.
Тит направляется к Немероту, который намерен призвать на Грайю легионы демонов и в награду обрести демоничество. В это время прибывает Имперский Флот вместе с космодесантниками ордена Кровавых Воронов и начинает очищать планету от хаоситов, а Деметрий поднимается на самый верх Шпиля, где и находит лорда Хаоса, начинающего трансформацию. Капитан пробивается через орды демонов и предателей, и вместе с собой сбрасывает хаосита вниз по Шпилю. В полёте Тит голыми руками убивает тело Немерота, изгоняя его обратно в Варп, и уничтожает осколок, тем самым ставя точку во вторжении как орков, так и демонических захватчиков, после чего падающего капитана подхватывает транспортно-десантный корабль «Громовой Ястреб».
В эпилоге на планету прибывает новый имперский инквизитор Жером Тракс из Ордо Маллеус в сопровождении нескольких космодесантников ордена Чёрных Храмовников, которые берут Тита под стражу — оказывается, что Леандр донёс до Инквизиции, что капитана совратил Хаос из-за его сопротивляемости энергии Варпа. Тит отрицает обвинения, в чём его поддерживает лейтенант Мира, однако Деметрий, зная степень гнева Инквизиции, говорит ей не вмешиваться. Желая найти причину своей загадочной сопротивляемости силе Хаоса, Тит добровольно отправляется с инквизитором Траксом при условии, что Инквизиция оставит планету, её жителей (включая Миру) и его товарищей-ультрамаринов в покое. Перед отлётом, Деметрий делает Леандру выговор за его слепое следование предписаниям Кодекса Астартес и неспособность мыслить шире — то, что Тит считает настоящим испытанием в жизни космодесантника.
В сцене перед титрами сообщается, что угроза Грайе нейтрализована. Мир-кузница закрывается на карантин по приказу инквизитора Тракса, а капитан Тит находится под следствием Инквизиции по обвинению в ереси.

## Отзывы и продажи
| Сводный рейтинг       | Сводный рейтинг                            |
| Агрегатор             | Оценка                                     |
| --------------------- | ------------------------------------------ |
| GameRankings          | X360: 78,04 % ПК: 76,50 % PS3: 71,89 %     |
| Metacritic            | 74/100 (PC) 76/100 (Xbox 360) 70/100 (PS3) |
| Русскоязычные издания |                                            |
| Издание               | Оценка                                     |
| Absolute Games        | 62 %                                       |
| PlayGround.ru         | 8,0/10                                     |

Игра получила смешанные отзывы. На сайте-агрегаторе Metacritic средняя оценка игры составляет 74 из 100 на основе 34 обзоров для платформы PC, 76 из 100 на основе 57 обзоров для платформы Xbox 360, 70 из 100 на основе 46 обзоров для платформы PS3.
Летом 2018 года, благодаря уязвимости в защите Steam Web API, стало известно, что точное количество пользователей сервиса Steam, которые играли в игру хотя бы один раз, составляет 1 099 682 человека.